# C. J. 왓슨

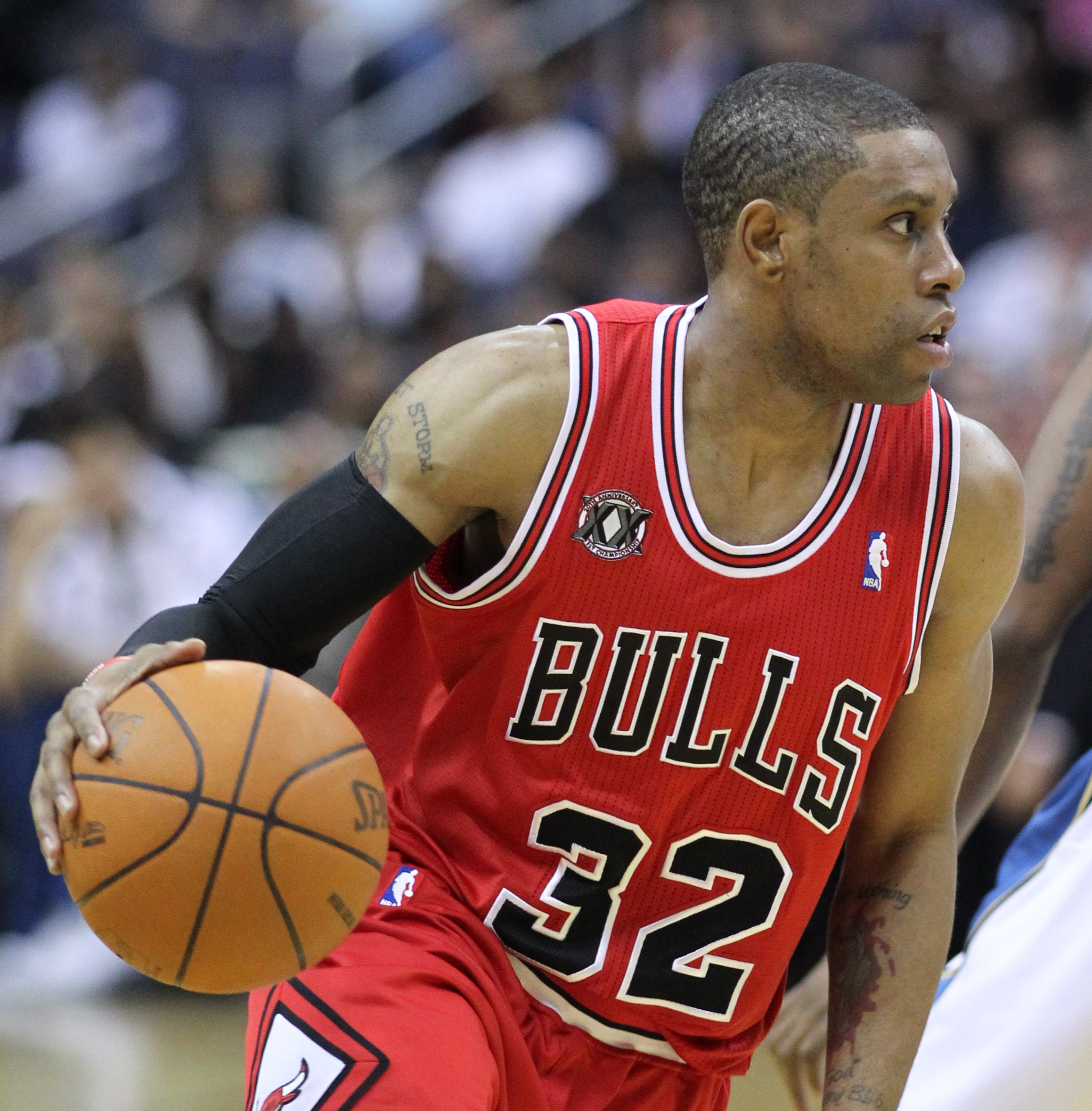
불스에서 뛰고 있는 왓슨

C. J. 왓슨(C. J. Watson, 본명: Charles "C. J." Akeem Watson Jr., 1984년 4월 17일 ~ )은 미국의 전직 프로 농구 선수이다. 테네시 대학교에서 대학 농구를 했다.

## 대학 경력
왓슨은 테네시 볼륜티어스(Tennessee Volunteers)에서 4시즌 동안 대학 농구를 했다. 신입생 시즌 동안 그는 SEC 올 프레시맨 팀(All-Freshman Team) 영예를 얻었다. 그의 최고 시즌은 2005-06년 고학년 때였으며, 그와 동료 올 아메리칸(All-American) 크리스 로프턴(Chris Lofton)은 볼륜티어스를 SEC 플레이에서 22-8 기록과 12-4 기록으로 이끌었다. 그는 평균 15.3득점, 3.9어시스트, 3.1리바운드를 기록했으며 어소시에이티드 프레스(Associated Press)와 리그 코치들로부터 2군 All-SEC 영예를 얻었다. 그는 테네시주 역대 어시스트 2위(577), 도루 2위(198), 3점 필드골 비율 6위(.396), 3점 필드골 공동 8위(401), 득점 15위(1,424점)로 대학 생활을 마쳤다.